# Nebbio
Il Nebbio (Nebbiu in còrso) è una microregione còrsa situata nel territorio del dipartimento dell'Alta Corsica e compresa tra il Capo Corso ad est e la Balagna ad ovest.

## Geografia
Il Nebbio è bagnato a nord dalle acque del golfo di San Fiorenzo, mentre ad est è racchiuso dalla dorsale montuosa capocorsina e a sud e sud-ovest è delimitato dalle alture dalla serra di Tenda che lo dividono dal Niolo e dal Giussani. A nord-ovest il confine con la Balagna è marcato dal deserto delle Agriate.
Le alture principali del Nebbio sono il monte Asto (1 535 m), la Cima di Tanaria (1 224 m), la Cima di Taffoni (1 117 m) e il Guadalone (1 073 m). Tra i corsi d'acqua si segnalano l'Aliso, che sfocia nel golfo di San Fiorenzo, e il Bevinco, che sfocia nello stagno di Biguglia.

## Storia
Il territorio del Nebbio corrisponde alle antiche pievi di Murato, Oletta, San Fiorenzo e Santo-Pietro di Tenda e dal territorio delle Agriate. Prende il nome dall'antica città romana di Nebium, situata nei pressi dell'odierna San Fiorenzo e distrutta dai saraceni nel IX secolo. Nel 1123 la diocesi di Nebbio, uno dei sei episcopati della Corsica, fu elevato al rango di arcidiocesi da Innocenzo II.

## Comuni
I comuni che costituiscono la microregione del Nebbio sono:
- Barbaggio
- Farinole
- Murato
- Patrimonio
- Oletta
- Olmeta di Tuda
- Pieve
- Poggio d'Oletta
- Rapale
- Rutali
- San Fiorenzo
- San Gavino di Tenda
- Santo Pietro di Tenda
- Sorio
- Vallecalle